# الليدي راندولف تشرشل
جيني سبنسر تشرشل (9 يناير 1854 - 29 يونيو 1921)، المعروفة باسم ليدي راندولف تشرشل، كانت نخبوية بريطانية أميركية المولد، زوجة اللورد راندولف تشرشل ووالدة رئيس الوزراء البريطاني السير ونستون تشرشل.

## النشأة

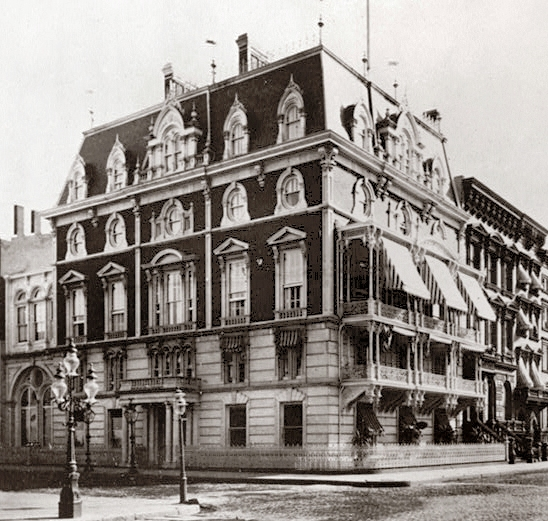
قصر جيروم في شارع ماديسون ، مدينة نيويورك (ق. 1878)

ولدت جيني جيروم كما كانت تعرف في قسم كوبل هيل في بروكلين عام 1854، وهي الثانية من أربع بنات (ماتت إحداهن في طفولتها) للممول والرياضي والمضارب ليونارد جيروم وزوجته كلاريسا (يطلق عليها دائمًا كلارا )، ابنة العقاري أمبروز هول. كان والد جيروم من أصل هوجوينوت، وقد هاجر أسلافه إلى أمريكا من جزيرة وايت في عام 1710. تصر تقاليد عائلة هول على أن جيني لديها أصول إيروكوا من خلال جدتها لأمها؛ ومع ذلك، لا يوجد بحث أو دليل يدعم ذلك.
نشأت في بروكلين  وباريس ونيويورك. كان لديها أختان على قيد الحياة، كلاريتا (1851-1935) وليوني (1859-1943). وتوفيت شقيقة أخرى، كاميل (1855-1863) عندما كانت جيني في التاسعة من عمرها.
هناك بعض الخلاف حول وقت ومكان ولادتها. البعض يقول أن سنة ميلادها 1850 وليس 1854. ومع ذلك، في 9 يناير 1854، عاش جيروم في مكان قريب في رقم 8 شارع أميتي (منذ إعادة ترقيمه باسم 197). يُعتقد أن عائلة جيروم كانت تقيم مؤقتًا في عنوان شارع هنري، الذي كان يملكه أديسون شقيق ليونارد، وأن جيني ولدت هناك أثناء عاصفة ثلجية.

## الحياة الشخصية

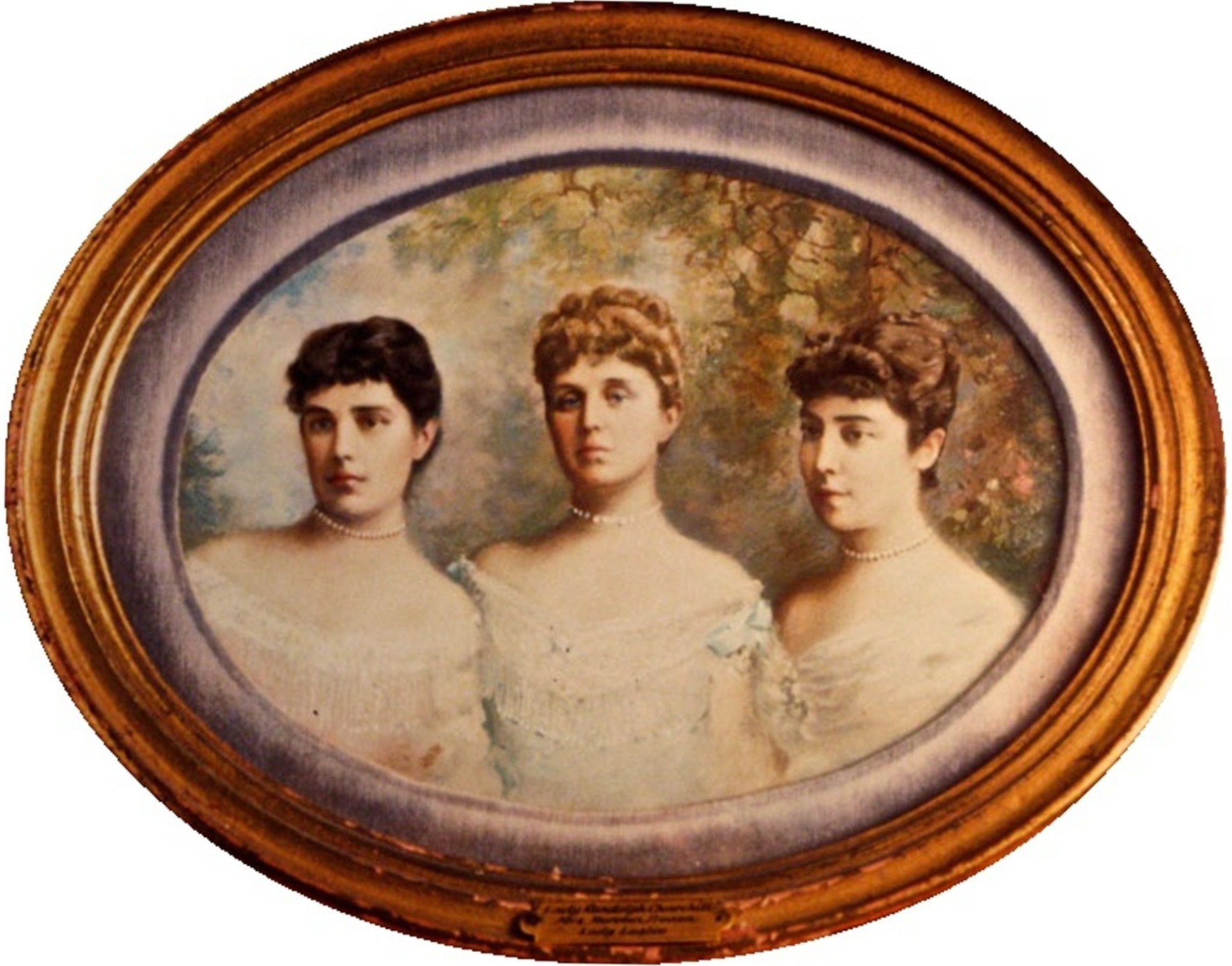
الأخوات جيروم: جيني (1854-1921) وكلارا (1851-1935) وليوني (1859-1943)

كانت الليدي راندولف عازفة بيانو هاوية موهوبة ، حيث تلقت تعليمها كفتاة من قبل ستيفن هيلر ، صديق شوبان . يعتقد هيلر أن تلميذته الشابة كانت جيدةً بما لإقامة الحفلات الموسيقية من خلال «العمل الجاد» الضروري ، ولكنه لم يكن واثقا من جديتها ، وفقًا للمؤلفة ماري إس لوفيل.
عملت راندولف كرئيسة للجنة المستشفى لصندوق إغاثة النساء الأمريكيات منذ عام 1914.  ساعدت هذه المنظمة في تمويل وتشغيل مستشفيين خلال الحرب العالمية الأولى.

### الزواج الأول

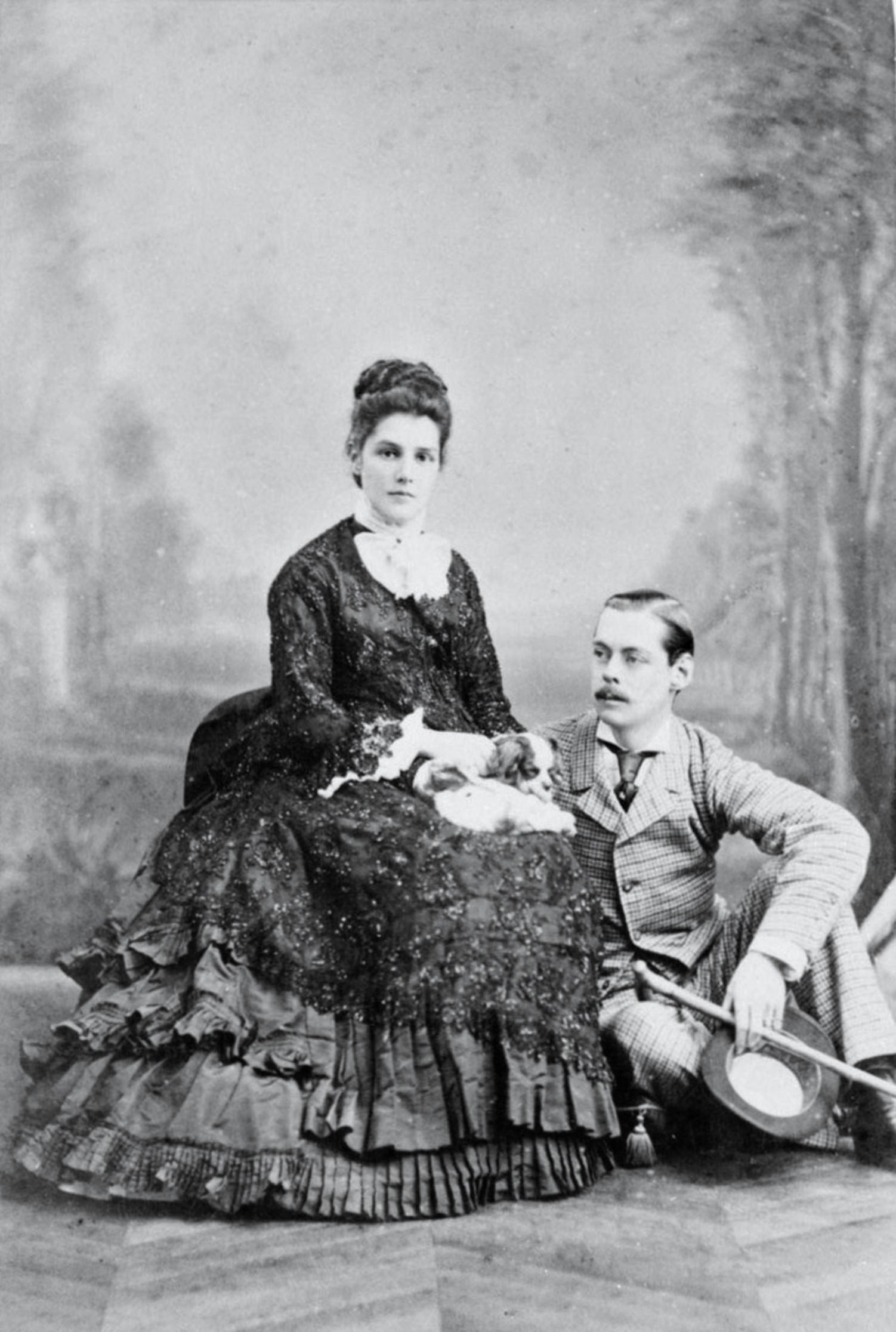
لورد وليدي راندولف (حامل بابنها وينستون) في باريس (1874) لجورج بينابيرت

تزوجت جيني جيروم لأول مرة في 15 أبريل 1874 ، وعمرها 20 عامًا ، في السفارة البريطانية في باريس ، من اللورد راندولف تشرشل ، الابن الثالث لجون ونستون سبنسر تشرشل ، دوق مارلبورو السابع والليدي فرانسيس آن فان. التقى الزوجان في سباق القوارب الشراعية في جزيرة وايت في أغسطس 1873 ، بعد أن قدمهما أمير ويلز ، الملك المستقبلي إدوارد السابع. على الرغم من أنهم خطبوا في غضون ثلاثة أيام من هذا الاجتماع الأولي ، فقد تأخر الزواج لعدة أشهر بينما كان والداهم يتجادلون حول التسويات. من خلال هذا الزواج ، كانت تُعرف بشكل صحيح باسم السيدة راندولف تشرشل وكان من الممكن أن يتم مخاطبتها باسم السيدة راندولف.

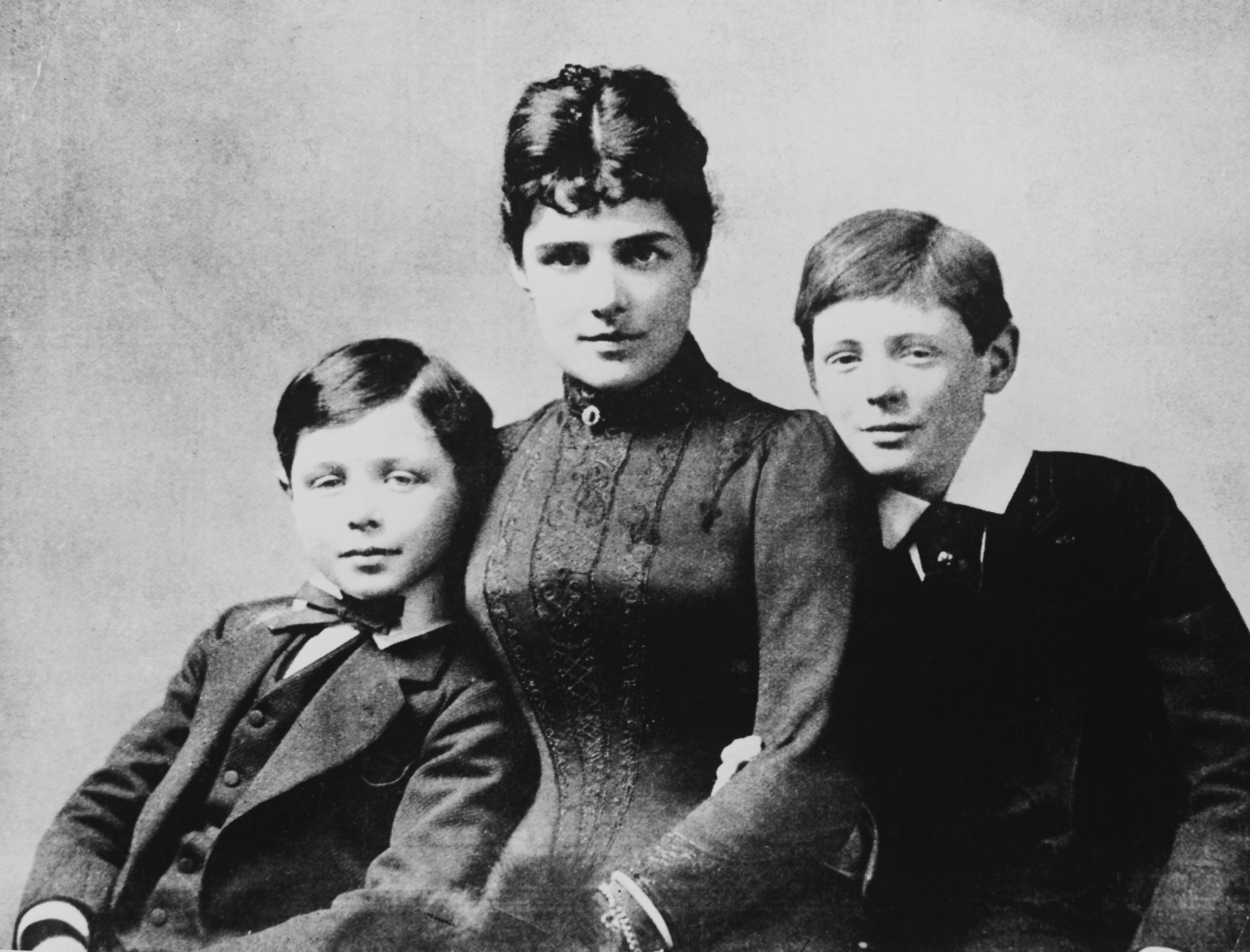
السيدة راندولف مع ولديها ، جون ونستون ، 1889

كان لأسرة تشرشل ولدان: ونستون (1874-1965) ، رئيس الوزراء المستقبلي ، ولد بعد أقل من ثمانية أشهر من الزواج. وفقًا لكاتب سيرته الذاتية ويليام مانشستر ، من المرجح أن يكون ونستون قد ولد قبل الزواج ، وليس قبل الأوان. ذكرت سيرة ذاتية حديثة أنه ولد قبل الأوان بشهرين بعد «سقوط» الليدي راندولف. عندما سُئل عن ظروف ولادته ، أجاب ونستون تشرشل: «على الرغم من تواجدي في هذه المناسبة ، إلا أنني لا أتذكر بوضوح الأحداث التي أدت إلى ذلك».  اعتقدت أخوات الليدي راندولف أن الأب البيولوجي للابن الثاني ، جون (1880-1947) هو إيفلين بوسكاوين ، الفيسكونت السابع فالماوث. على الرغم من عدم مصداقية ذلك بسبب تشابه الأولاد المذهل مع والدهم وبعضهم البعض.
يُعتقد أن السيدة راندولف كانت لديها العديد من العشاق خلال زواجها ، بما في ذلك أمير ويلز وميلانو الأول من صربيا والأمير كارل كينسكي وهربرت فون بسمارك.
كما كانت العادة في طبقتها الاجتماعية ، لعبت السيدة راندولف دورًا محدودًا في تربية أبنائها ، بالاعتماد إلى حد كبير على المربيات ، وخاصة إليزابيث إيفرست . كان ونستون يقدس والدته ، ويكتب لها العديد من الرسائل خلال فترة وجوده في المدرسة ويتوسل إليها أن تزوره ، وهو ما نادرًا ما تفعله. كتب عنها في بدايات حياتي : «لقد تألقت لي مثل نجمة المساء. لقد أحببتها كثيرًا - ولكن من مسافة بعيدة». بعد أن أصبح بالغًا ، أصبحوا أصدقاء حميمين وحلفاء أقوياء ، لدرجة أن ونستون كان ينظر إليها على أنها مرشدة سياسية تقريبًا ، وأخت كبيرة أكثر منها أم.
كانت الليدي راندولف محترمة ومؤثرة في أعلى الدوائر الاجتماعية والسياسية البريطانية. قيل إنها ذكية وذكية وسريعة الضحك. قيل إن الملكة ألكسندرا استمتعت بشكل خاص برفقتها ، على الرغم من أن السيدة راندولف كانت متورطة في علاقة غرامية مع زوجها الملك ، وكانت الكسندرا تعلم ذلك. من خلال اتصالاتها العائلية وعلاقاتها الرومانسية خارج نطاق الزواج ، ساعدت السيدة راندولف بشكل كبير زوجها ، بالإضافة إلى ابنها ونستون.
في عام 1909 ، بدأت السيدة باتريك كامبل  علاقة غرامية مع زوج السيدة راندولف آنذاك ، جورج كورنواليس ويست.

### الزيجات اللاحقة
توفي اللورد راندولف عام 1895 عن عمر يناهز 45 عامًا. وفاته حررت جيني وعلى الرغم من افتقارها للمال. اختلطت في أعلى دوائر المجتمع في لندن ، ونالت إعجابًا كبيرًا من قبل أمير ويلز. بحضور حفل استضافته ديزي وارويك ، تم تقديم جيني إلى جورج كورنواليس ويست ، نقيب في الحرس الإسكتلندي الذي كان يكبر ابنها وينستون بـ16 يومًا فقط ؛ كان مغرمًا على الفور ، وقضيا الكثير من الوقت معًا. تزوج جورج وجيني في 28 يوليو 1900 في كنيسة القديس بولس ، نايتسبريدج.
في هذا الوقت تقريبًا ، اشتهرت جيني بتأجيرها لسفينة مستشفى لرعاية الجرحى في حرب البوير الثانية ، والتي من أجلها مُنحت وسام الصليب الأحمر الملكي في قائمة التكريم في جنوب إفريقيا المنشورة في 26 يونيو 1902. تلقت الوسام بنفسها من الملك إدوارد السابع في 2 أكتوبر من ذلك العام ، خلال زيارة لقلعة بالمورال. في عام 1908 ، كتبت مذكراتها «ذكريات السيدة راندولف تشرشل». كان جورج شغوفًا بجيني ، مطلقا عليها لقب «الهرة». ومع ذلك ، فقد ابتعدوا عن بعضهم البعض. أصبحت عائلة تشرشل عائلة تهتم بالأدب ، وجورج ، الذي كان فاشلاً ماليًا ، تخلى ببطء عن حب زوجته ، التي كانت تبلغ من العمر ما يكفي لتكون والدته. بسبب نقص المال ، فكرت جيني في بيع منزل العائلة في هيرتفوردشاير للانتقال إلى فندق ريتز في بيكاديللي .
انفصلت جيني عن جورج في عام 1912 ، وطلقا في أبريل 1914 ، وعندها تزوج كورنواليس ويست السيدة. كامبل. أسقطت جيني اللقب كورنواليس ويست ، واستأنفت استعمال اسم ليدي راندولف تشرشل. 
كان زواجها الثالث في 1 يونيو 1918 من مونتاجو فيبن بورش (1877–1964) ، وهو عضو في الخدمة المدنية البريطانية في نيجيريا ، وكان أصغر من ونستون بثلاث سنوات. في نهاية الحرب العالمية الأولى ، استقال بورش من الخدمة الاستعمارية. بعد وفاة جيني ، عاد إلى غرب إفريقيا ، حيث أثبتت استثماراته التجارية نجاحها.

## الوفاة

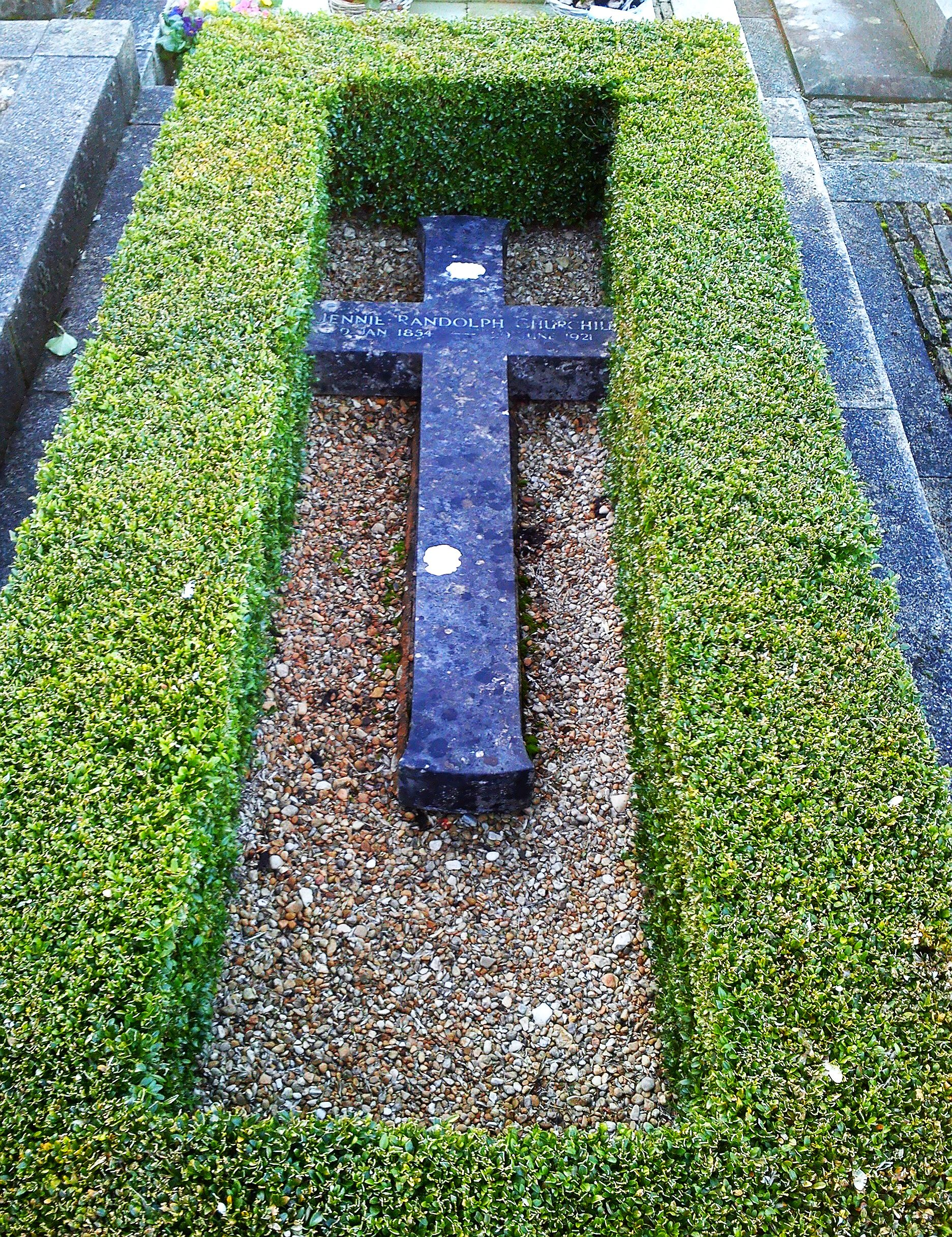
قبر جيني في كنيسة سانت مارتن ، بلادون

في مايو 1921 ، بينما كان زوجها مونتاجو بورش بعيدا في إفريقيا ، انزلقت جيني أثناء نزولها على درج أحد الأصدقاء مرتدية أحذية جديدة عالية الكعب ، مما أدى إلى كسر كاحلها. دخلت الغرغرينا ، وبُترت ساقها اليسرى من فوق الركبة في 10 يونيو. وتوفيت في منزلها في 8 شارع ويستبورن بلندن في 29 يونيو ، إثر نزيف في شريان في فخذها (نتيجة بتر البتر). كانت تبلغ من العمر 67 عامًا. 
دفنت في قطعة أرض عائلة تشرشل في كنيسة سانت مارتن ، بلادون ، أوكسفوردشاير ، بجانب زوجها الأول .